# Festival de la chanson française du Pays d'Aix
Le Festival de la chanson française du Pays d’Aix, créé en 2003 par Patricia Pélissié, est un festival ouvert à toutes les expressions musicales.
Chaque année, durant 8 ou 9 jours, il se tient fin septembre début octobre sur Aix-en-Provence et le Pays d'Aix.

## Naissance et but
Le festival a eu la chance de croiser sur son chemin Jean-Michel Boris, Directeur Artistique de l’Olympia durant 46 ans, qui accepte d’apporter son aide  précieuse et ses compétences artistiques.
« Un nouveau festival ne peut être qu’une chance pour la chanson, s’exclama-t-il, surtout dans cette région dominée par le théâtre et la danse ».
Mais également Serge Reggiani qui, lors de cette première édition en octobre 2003, apportera un grand soutien en tant que parrain et artiste.
L’idée forte de ce festival est de faire émerger de jeunes auteurs-compositeurs-interprètes qui se produisent tout au long de l’année, dans la région et au-delà, privilégiant l’écriture.

## Lieu
Son bureau se trouve à Aix-en-Provence, 32 place des Martyrs de la Résistance (ancienne place de l’Archevêché), lieu culturel symbolique par la présence du cloître de la cathédrale Saint-Sauveur, du Festival d'art lyrique et du musée des Tapisseries.
L'ensemble du festival se déroule au sein même d'Aix-en-Provence, ainsi qu'une partie des communes qui forment la communauté d'agglomération du Pays d'Aix.

## Originalité
- 25 à 30 concerts d’artistes confirmés mais aussi de jeunes talents.
- L’atelier d’écriture permettra, après sélection, à de jeunes auteurs-compositeurs « en herbes » d’améliorer leur « plume »

aux côtés d’artistes confirmés et d’intervenants dont les compétences ne sont plus à prouver (Claude Lemesle, Pascal Assy).
- Chaque année un hommage est rendu à un « grand nom » de la chanson française.
- Des expositions, des conférences, des signatures de livres, des animations de rues.
- Et toujours des créations pour les tout petits (enfants de 3 à 6 ans).